# Северный бурый киви
Се́верный бурый ки́ви (лат. Apteryx mantelli) — нелетающая птица из рода лат. Apteryx семейства Apterygidae отряда кивиобразных (Apterygiformes). Видовое название дано в честь новозеландского натуралиста Уолтера Мантелла (1820—1895).

## Общая характеристика
Северный бурый киви — эндемичный вид птиц, встречается исключительно в Новой Зеландии и водится только на Северном острове. Довольно легко адаптируется к изменениям окружающей среды и встречается даже в новых лесных посадках и в сельской местности. Оперение бурое.
Занесён в международную Красную Книгу как Уязвимые виды (VU).

## Классификация
Ранее киви Северного острова считался подвидом обыкновенного киви — Apteryx australis mantelli, наряду с другим, более мелким, подвидом, A. a. australis, распространённым на западном побережье Южного острова.
По результатам новейших исследований митохондриальной ДНК, экологии, распространения и поведения обыкновенного киви было выдвинуто предположение, что это не один, а три разных вида. Птицам Северного и Южного островов определён статус самостоятельных видов — соответственно северного (A. mantelli) и южного, или собственно обыкновенного киви (Apteryx australis). Небольшая (всего 200—250 птиц) популяция, обитающая в лесу Окарито на Южном острове, в 2003 году была выделена в ещё один вид — Apteryx rowi.

## Генетика
Молекулярная генетика
- Депонированные нуклеотидные последовательности в базе данных EntrezNucleotide, GenBank, NCBI, США: 99 (по состоянию на 18 февраля 2015).
- Депонированные последовательности белков в базе данных EntrezProtein, GenBank, NCBI, США: 76 (по состоянию на 18 февраля 2015).